# Cheetah Mobile
Cheetah Mobile Inc. (chiń. 猎豹移动公司) – chińskie przedsiębiorstwo z siedzibą w Pekinie, zajmujące się tworzeniem oprogramowania. Przedsiębiorstwo powstało w 2009 roku.
Cheetah Mobile tworzy aplikacje mobilne, z których miesięcznie korzysta ponad 600 mln użytkowników (doniesienia z 2017 roku). Jest m.in. producentem narzędzia do optymalizacji systemu (Clean Master), oprogramowania zabezpieczającego (Security Master) czy przeglądarki internetowej (Cheetah Browser).
Dawniej funkcjonowało pod nazwą Kingsoft Internet Software Holdings Limited.